# 沖家室島

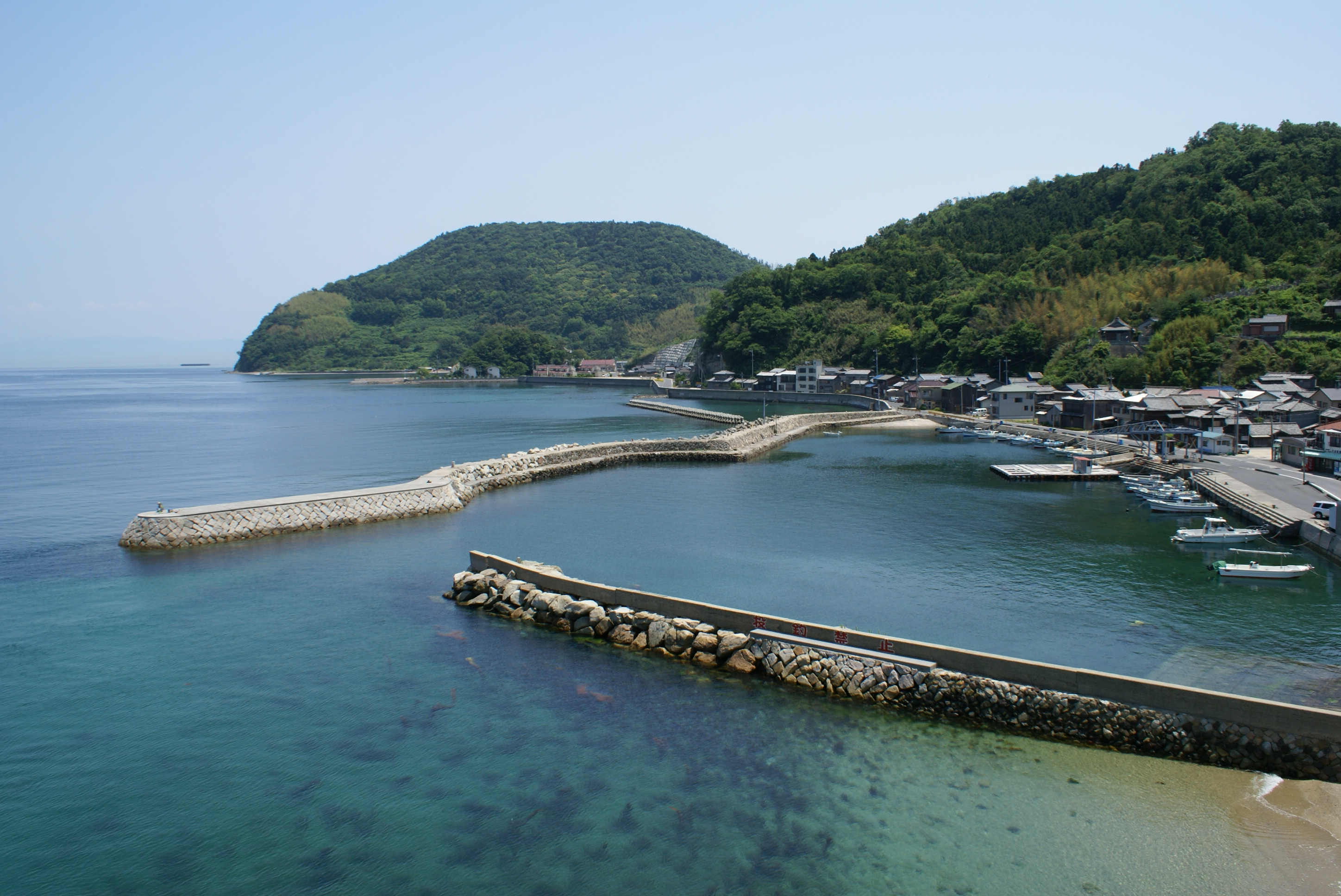
沖家室島

沖家室島（おきかむろじま）は、瀬戸内海西部の防予諸島にある島である。山口県大島郡周防大島町に属する。

## 概要
屋代島佐連の南400 mに位置する人口137人（平成27年国勢調査）の小島で、高齢化率が日本最高水準。『日本一の長寿郷』（榎並悦子著、大月書店、1995年）の舞台となった島でもある。地元の人たちは「かむろ」と呼ぶこともある。
島内はほとんど海まで山が迫っており、平地は全くないといってもいいほどである。南の沖合はそれほど深くならず浅瀬もある。

## 交通
島内の主要交通路は、島を半周して周防大島とを結ぶ山口県道362号白木漁港佐連線である。1983年3月18日に沖家室大橋（全長380 m）が完成したことにより、周防大島との間は陸続きとなっている。

## 産業
鯛の一本釣りなどの漁業が中心。瀬戸内海の一本釣り漁業の先進地である。ひじきが名産。

## 歴史
瀬戸内海を帆船が行き来していた頃はこの島もにぎわいを見せ、江戸時代には萩藩の番所が置かれていた。明治時代には人口が3000人を超え、人口密度が国内最高だった。対馬、朝鮮、台湾、ハワイ諸島沖まで出漁し、またハワイや日本領となった朝鮮、台湾に移民を行っていた。しかし人口は昭和前期を境に減少し始め、現在人口は約200人となっている。
島民と国内外にいる島出身者やその子孫の交流誌が発行されてきた（太平洋戦争前は『かむろ』、戦後は『潮音』）。

## その他
- 「沖家室の漁村集落」が、2006年（平成18年）に水産庁の「未来に残したい漁業漁村の歴史文化財産百選」に選ばれた。
- 毎年お盆の時期になると、島から外に働きに出た人などが大勢帰省し、普段の10倍以上の人口となる。その重みで島が沈むほどというたとえで「盆に沈む島」と呼ばれる[3][4][5]。

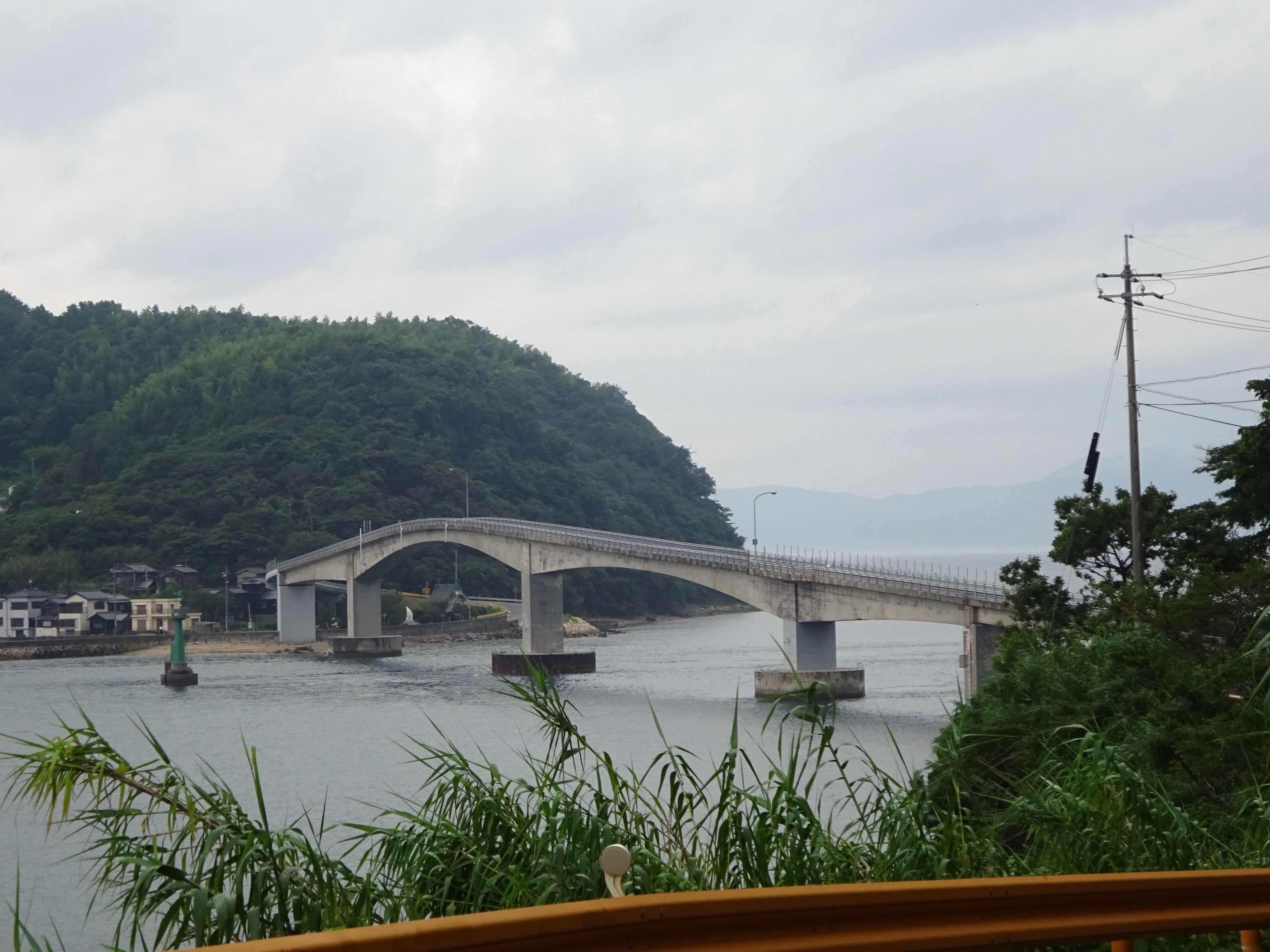
沖家室大橋
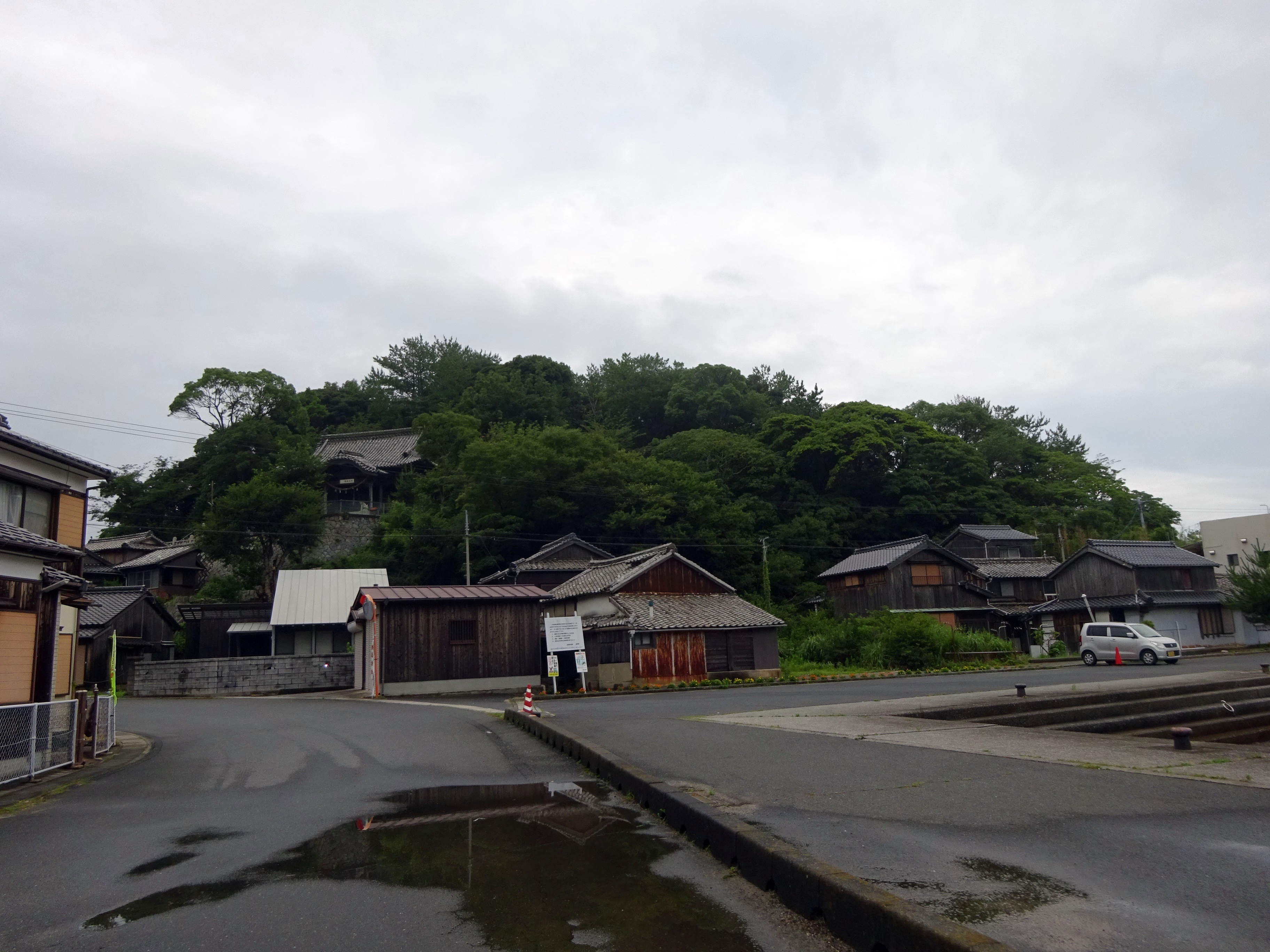
沖家室島集落
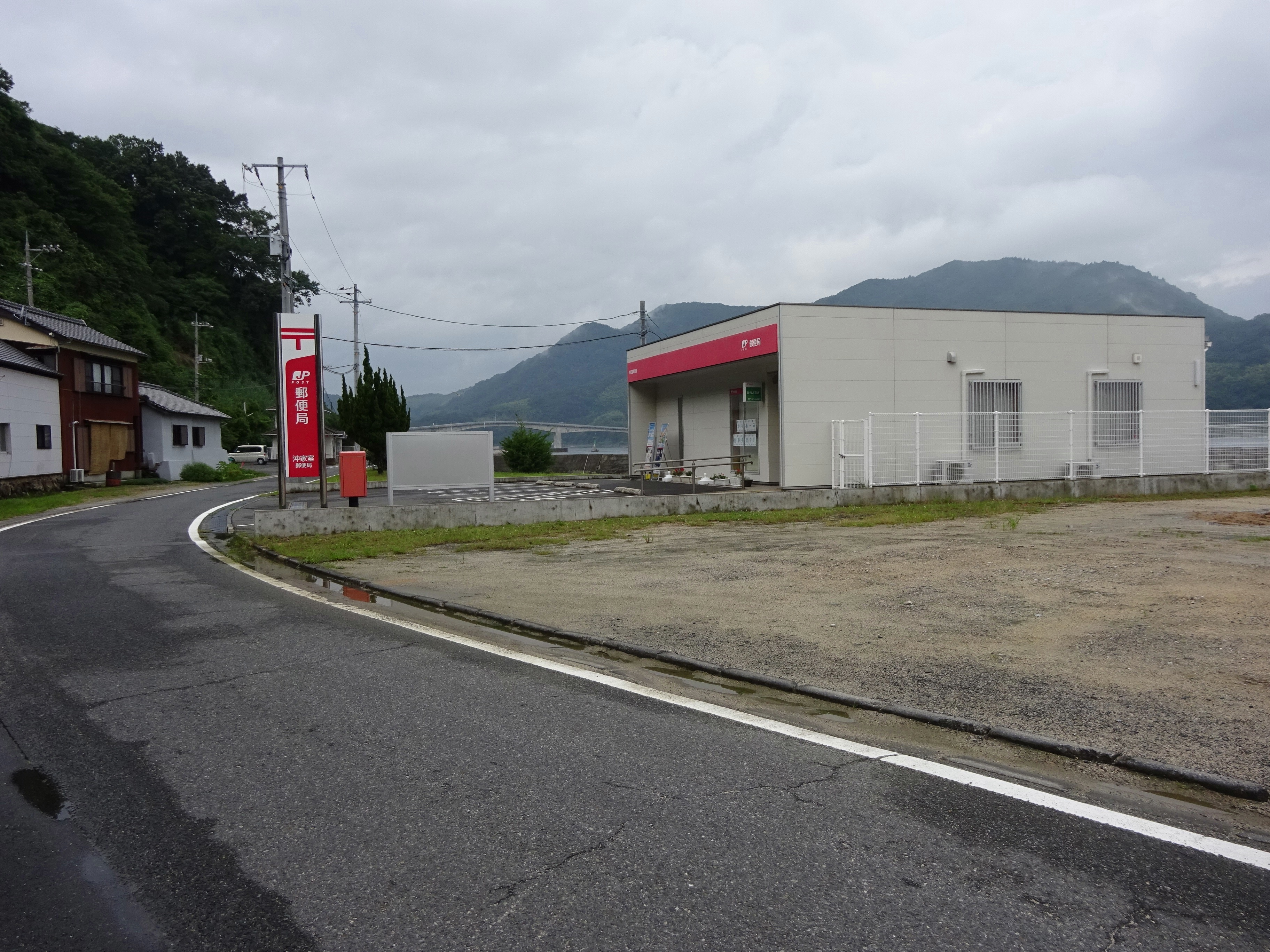
沖家室郵便局
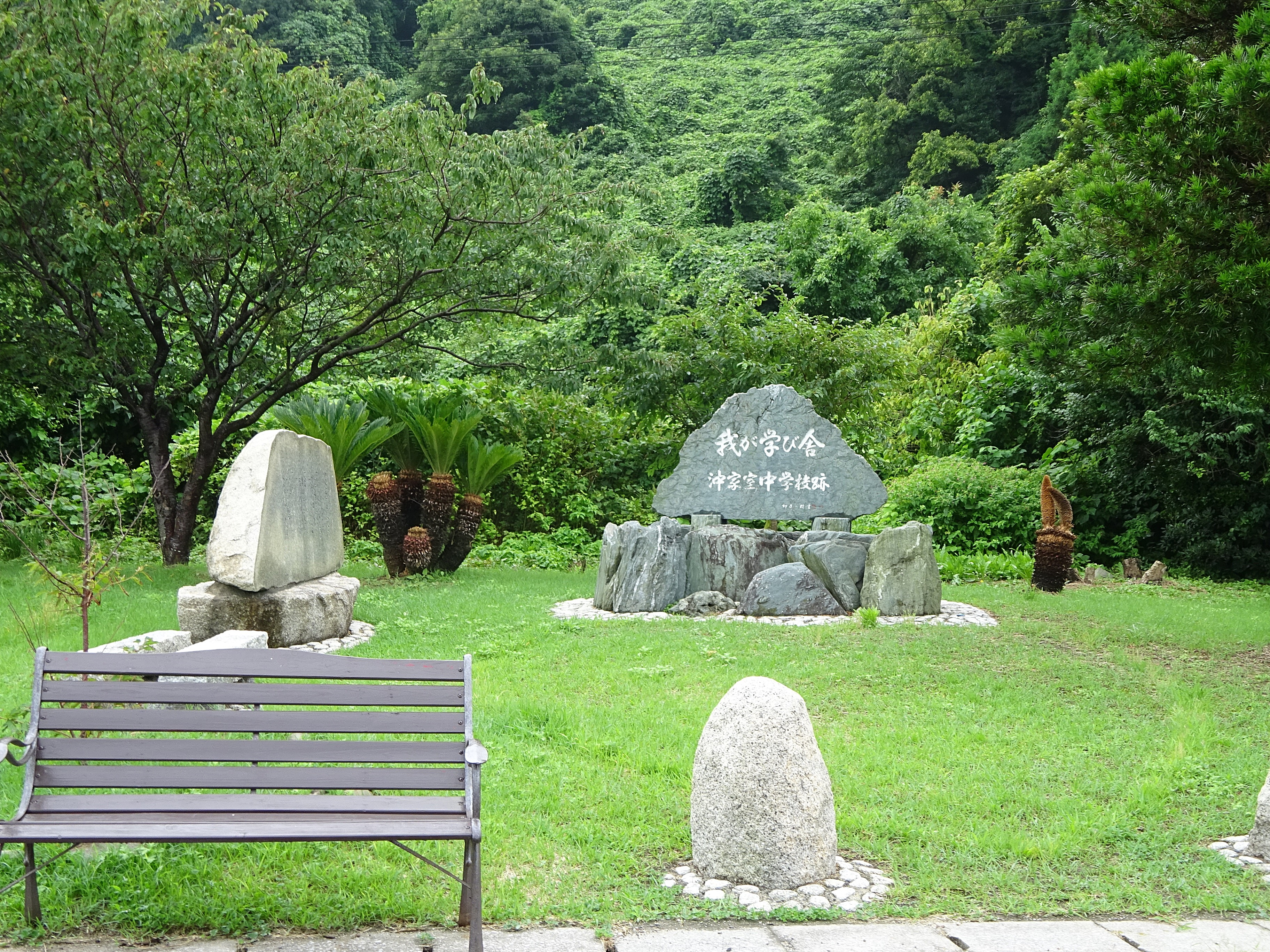
沖家室中学校跡地

## 脚註
1. ↑  日本一の長寿郷大月書店（2018年10月4日閲覧）。
2. 1 2  新山玄雄：移民と故郷つなぐ島便り◇山口県沖家室島から世界へ 日常を発信する「潮音」◇『日本経済新聞』朝刊2018年10月3日（文化面）2018年10月4日閲覧。
3. ↑  特集　周防大島沖家室島　（JR西日本　ブルーシグナル　第155号（2014年7月号））　2017年1月2日確認
4. ↑  新瀬戸内海論　島びと20世紀　第4部 視線は高く（12）　～大往生～　沖家室島　四国新聞　2000年11月配信　2017年1月9日確認
5. ↑  『中国新聞』2002年8月10日朝刊　特報2002 2017年1月9日確認